# Herbert Haag-priset
Herbert Haag-priset, på tyska Herbert-Haag-Preis, är ett pris som delas ut av Herbert Haag Stiftung Für Freiheit in der Kirche ("Herbert Haag-stiftelsen för frihet i kyrkan"), grundad av teologen Herbert Haag. Priset delas ut till personer eller grupper som utmärkt sig vad gäller fritt meningsutbyte eller modigt handlande i kristenheten; det delas dock oftast ut för insatser inom romersk-katolska kyrkan.
Stiftelsen bildades i Luzern i Schweiz 1985. Erwin Koller tog 2013 över som stiftelsens ordförande, efter Hans Küng.

## Pristagare
- 1985 - Leonardo Boff, Brasilien, befrielseteolog.[2]
- 1988 - Beyers Naudé Sydafrika, för insatser mot apartheid-politiken.[2]
- 1989 - Publik Forum, Tyskland, kritisk kristen tidning.[2]
- 1991 - Loyale Opposition im Bistum Chur ("Lojal opposition i Churs stift"), Schweiz, apropå utnämningen av biskopen Wolfgang Haas.[2]
- 1992 - Eugen Drewermann, Tyskland, teolog, författare och psykoanalytiker.[2]
- 1994 - Jacques Gaillot, tidigare biskop av Évreux, sedan 1995 titulärbiskop av Partenia.[2]
- 1996 - Kirchenvolksbegehren Österreichs und Deutschlands ("Kyrkofolkomröstningen i Österrike och Tyskland"), initiaterad av plattformen Wir sind Kirche.[2]
- 1997 - Elisabeth Gössmann, Japan/Tyskland, feministteolog, samt Elisabeth Moltmann, Tyskland, protestantisk feministteolog.[2]
- 1998 - Rudolf Schermann, Österrike, präst och mannen bakom tidningen Kirche Intern.[2]
- 2000 - Luigi Marinelli, Italien, kritisk kännare av koncilier och Vatikanen, samt Dietrich Wiederkehr, Schweiz, dogmatiker.[2]
- 2001 - Schweizerischer Katholischer Frauenbund, SKF ("Schweiziska katolska kvinnoförbundet"), samt Verein der vom Zölibat betroffenen Frauen, ZÖFRA ("Föreningen för kvinnor som påverkas av celibatet"), Schweiz.[3]
- 2003 - Teresa Berger i USA, Stephan H. Pfürtner och Erich Zenger i Tyskland, universitetsprofessorer.[3]
- 2005 - Josef Imbach och Sepp Riedener, samt Luzerner Synode ("Luzern-synoden") i en romersk-katolska landeskirche i Schweiz[3]
- 2006 - fyra publicister: Dolores Bauer i Österrike, Matthias Drobinski, tidningsredaktör i Tyskland, Michael Meier, tidningsredaktör i Schweiz. Hansjörg Schultz, redaktionschef på schweiziska Radio DRS. Dessutom den katolska församlingen i Röschenz i Schweiz.[3]
- 2007 - Tema: Frihet i dialog med andra kyrkor, religioner och kulturer. Bethlehem Mission ("Betlehem-missionen") i Immensee i Schweiz. John Fernandes, indisk teolog. Xaver Pfister, schweizisk teolog verksam i katolsk vuxenutbildning.[3]
- 2009 - Tema samtal om juridik och teologi. Herrmann Häring, teolog i Nederländerna. Leo Karrer, professor i pastoralteologi i Schweiz. Guisep Nay, jurist i Schweiz.[3]
- 2010 - Tema det fria och kritiska ordet. Beatrice Eichmann-Leutenegger, litteraturkritiker i Schweiz. Thomas Hürlimann, författare i Tyskland. Karl-Josef Kuschel, teolog i Tyskland.[3]
- 2011 - Tema impulser till reformer i den katolska kyrkan: Den tjeckiska och slovakiska underjordiska kyrkan. Walter Kirchschläger, teolog i Schweiz. Felix Maria Davídek (1921–1988), biskop i katolska kyrkan i Tjeckien; priset togs emot av Davideks generalvikarie Ludmila Javorová och biskopen Dušan Špiner. Biskop Václav Malý valde att tacka nej till priset.[3]
- 2012 - Helmut Schüller, prästinitiativet i Österrike. Banbrytande former för prästlös själaomsorg: Monika Hungerbühler, Monika Schmid och Charlie Wenk, samtliga i Schweiz.[3]
- 2013 - Pat Farrell, ledare för LCWR (Leadership Conference of Women Religious), en amerikansk paraplyorganisation för nunnor och ordenssystrar.[3]
- 2014 - ärkebiskop Albert Rouet i Frankrike och jesuitprästen Klaus Mertes, Tyskland.[3]